# Gmina Faxe
Gmina Faxe (duń. Faxe Kommune) – gmina w Danii w regionie Zelandia (Zelandia).
Gmina powstała 1 stycznia 2007 roku na mocy reformy administracyjnej z połączenia gmin Haslev, Rønnede oraz starej gminy Fakse.
Siedzibą władz gminy jest miasto Faxe.